# Relació de dispersió

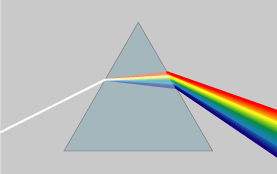
En un prisma, la dispersió fa que diferents colors es refractin en diferents angles, dividint la llum blanca en un arc de Sant Martí de colors.

En les ciències físiques i l'enginyeria elèctrica, les relacions de dispersió descriuen l'efecte de la dispersió sobre les propietats de les ones en un medi. Una relació de dispersió relaciona la longitud d'ona o el nombre d'ona d'una ona amb la seva freqüència. Donada la relació de dispersió, es pot calcular la velocitat de fase depenent de la freqüència i la velocitat del grup de cada component sinusoïdal d'una ona en el medi, en funció de la freqüència. A més de les relacions de dispersió depenent de la geometria i del material, les relacions generals de Kramers-Kronig descriuen la dependència de la freqüència de la propagació i l'atenuació de les ones.
La dispersió pot ser causada per condicions geomètriques de límit (guies d'ones, aigües poc profundes) o per la interacció de les ones amb el medi transmissor. Les partícules elementals, considerades com a ones de matèria, tenen una relació de dispersió no trivial, fins i tot en absència de restriccions geomètriques i altres mitjans.
En presència de dispersió, una ona no es propaga amb una forma d'ona invariable, donant lloc a diferents velocitats de fase i velocitat de grup depenent de la freqüència.

## Dispersió
La dispersió es produeix quan les ones sinusoïdals de diferents longituds d'ona tenen diferents velocitats de propagació, de manera que un paquet d'ones de longituds d'ona mixtes tendeix a estendre's a l'espai. La velocitat d'una ona plana, {\displaystyle v}, és una funció de la longitud d'ona de l'ona {\displaystyle \lambda }:
{\displaystyle v=v(\lambda ).}
La velocitat, la longitud d'ona i la freqüència de l'ona, f, estan relacionades per la identitat
{\displaystyle v(\lambda )=\lambda \ f(\lambda ).}
La funció {\displaystyle f(\lambda )} expressa la relació de dispersió del medi donat. Les relacions de dispersió s'expressen més comunament en termes de freqüència angular {\displaystyle \omega =2\pi f} i el nombre d'ona {\displaystyle k=2\pi /\lambda }. Reescriure la relació anterior en aquestes variables dóna
{\displaystyle \omega (k)=v(k)\cdot k.}
on ara veiem f en funció de k. L'ús de ω(k) per descriure la relació de dispersió s'ha convertit en estàndard perquè tant la velocitat de fase ω / k com la velocitat de grup dω / dk tenen representacions convenients mitjançant aquesta funció.
Les ones planes que es consideren es poden descriure per
{\displaystyle A(x,t)=A_{0}e^{2\pi i{\frac {x-vt}{\lambda }}}=A_{0}e^{i(kx-\omega t)},}
on
- A és l'amplitud de l'ona,
- A0 = A (0, 0),
- x és una posició al llarg de la direcció de viatge de l'ona, i
- t és el moment en què es descriu l'ona.

## Ones planes en el buit
Les ones planes en el buit són el cas més simple de propagació d'ones: sense restricció geomètrica, sense interacció amb un medi transmissor.

### Ones electromagnètiques al buit
Per a les ones electromagnètiques al buit, la freqüència angular és proporcional al nombre d'ona:
{\displaystyle \omega =ck.}
Aquesta és una relació de dispersió lineal. En aquest cas, la velocitat de fase i la velocitat del grup són les mateixes:
{\displaystyle v={\frac {\omega }{k}}={\frac {d\omega }{dk}}=c,}
i, per tant, tots dos són iguals a la velocitat de la llum en el buit, que és independent de la freqüència.

## Freqüència versus nombre d'ona
Com s'ha esmentat anteriorment, quan el focus d'un medi està en la refracció més que en l'absorció, és a dir, en la part real de l'índex de refracció, és habitual referir-se a la dependència funcional de la freqüència angular del nombre d'ona com a relació de dispersió. Per a les partícules, això es tradueix en un coneixement de l'energia en funció del moment.

### Ones i òptica
El nom "relació de dispersió" prové originàriament de l'òptica. És possible fer que la velocitat efectiva de la llum depengui de la longitud d'ona fent que la llum passi a través d'un material que tingui un índex de refracció no constant, o utilitzant llum en un medi no uniforme com una guia d'ones. En aquest cas, la forma d'ona s'estendrà al llarg del temps, de manera que un pols estret es convertirà en un pols estès, és a dir, es dispersarà. En aquests materials, {\displaystyle {\frac {\partial \omega }{\partial k}}} es coneix com a velocitat de grup i correspon a la velocitat a la qual es propaga el pic del pols, un valor diferent de la velocitat de fase.

### Ones d'aigües profundes

Dispersió de freqüència de les ones de gravetat superficials en aigües profundes. El ■ quadrat vermell es mou amb la velocitat de fase, i els ● punts verds es propaguen amb la velocitat del grup. En aquest cas d'aigües profundes, la velocitat de fase és el doble de la velocitat del grup. El ■ quadrat vermell travessa la figura en el temps que tarda el ● punt verd a recórrer la meitat.

La relació de dispersió de les ones d'aigües profundes s'escriu sovint com
{\displaystyle \omega ={\sqrt {gk}},}
on g és l'acceleració deguda a la gravetat. Les aigües profundes, en aquest sentit, es denoten habitualment com el cas en què la profunditat de l'aigua és més gran que la meitat de la longitud d'ona. En aquest cas la velocitat de fase és
{\displaystyle v_{p}={\frac {\omega }{k}}={\sqrt {\frac {g}{k}}},}

### Ones en una corda

Batecs de dues freqüències d'una ona transversal no dispersiva. Com que l'ona no és dispersiva, ● les velocitats de fase i ● de grup són iguals.

Per a una cadena ideal, la relació de dispersió es pot escriure com
{\displaystyle \omega =k{\sqrt {\frac {T}{\mu }}},}
on T és la força de tensió de la corda, i μ és la massa de la corda per unitat de longitud. Pel que fa al cas de les ones electromagnètiques al buit, les cordes ideals són, per tant, un medi no dispersiu, és a dir, les velocitats de fase i grup són iguals i independents (al primer ordre) de la freqüència de vibració.